# Walter Gotell
Walter Gotell (ur. 15 marca 1924 w Bonn, zm. 5 maja 1997 w Londynie) – brytyjski aktor filmowy pochodzenia niemieckiego.
Wystąpił w 7 filmach o przygodach Jamesa Bonda. I właśnie rola agenta KGB generała Gogola przyniosła mu największą popularność. Ponadto zagrał w przeszło 40 filmach, kreując zwykle role drugoplanowe. Często pojawiał się gościnnie w serialach telewizyjnych; można go zobaczyć w takich produkcjach jak m.in.: Święty, Cagney i Lacey, Nieustraszony, Drużyna A, Airwolf, Policjanci z Miami, MacGyver, Star Trek: Następne pokolenie, Tylko Manhattan, Opowieści z krypty, Z Archiwum X.
Aktor zmarł na raka w wieku 73 lat.

## Filmografia
- Afrykańska królowa (1951) jako drugi oficer
- Człowiek, który wiedział za dużo (1956) jako strażnik
- 1984 (1956) jako strażnik
- Działa Navarony (1961) jako Muesel
- Fabryka nieśmiertelnych (1963) jako mjr. Holland
- 55 dni w Pekinie (1963) jako kpt. Hoffman
- Pozdrowienia z Rosji (1963) jako Morzeny
- Lord Jim (1965) jako kapitan Patny
- Czarna niedziela (1977) jako płk. Riat
- Szpieg, który mnie kochał (1977) jako gen. Anatol Gogol
- Chłopcy z Brazylii (1978) jako Mundt
- Moonraker (1979) jako gen. Anatol Gogol
- Tylko dla twoich oczu (1981) jako gen. Anatol Gogol
- Ośmiorniczka (1983) jako gen. Anatol Gogol
- Purpura i czerń (1983) jako gen. Max Helm
- Zabójczy widok (1985) jako gen. Anatol Gogol
- W obliczu śmierci (1987) jako gen. Anatol Gogol
- Władca lalek 3: Zemsta Toulona (1991) jako Mueller